# Argiope doboensis
Argiope doboensis là một loài nhện trong họ Araneidae.
Loài này thuộc chi Argiope. Argiope doboensis được Embrik Strand miêu tả năm 1911.